# 柠檬醛
柠檬醛（英文：Citral）即“3,7-二甲基-2,6-辛二烯醛”，化学式C10H16O，是含有两个双键的不饱和链状醛类单萜。

## 性质
它有以下两种2-双键顺反异构体：
- 柠檬醛a（Genarial）：又名香叶醛、牻牛儿醛，是2位双键的E-异构体，结构见右面左边的图。CAS号141-27-5。淡黄色液体，有强的柠檬气味，相对密度0.8898，沸点228 °C，难溶于水，可以和乙醇、乙醚混溶。
- 柠檬醛b（Neral）：又名橙花醛，是2位双键的Z-异构体，结构见右面右边的图。CAS号106-26-3。无色有甜味的液体，相对密度1.4900，沸点103 °C（1599.8Pa）。

通常情况下柠檬醛是以上两者的混合物，为淡黄色有柠檬香味的油状易挥发液体，难溶于水，可溶于乙醇、乙醚、丙二醇、甘油、矿物油等有机溶剂。相对密度0.891（25/25 °C），沸点228－229 °C。存在于柑橘油、柠檬油、柠檬草油、山苍子油、白柠檬油、马鞭草油等植物精油中。
柠檬醛的化学性质较活泼，容易发生氧化还原反应生成香叶酸或香叶醇／橙花醇。在硫酸作用下能环化生成对异丙基甲苯。在碱中不稳定，强碱作用下能树脂化。
各植物精油中的柠檬醛含量为：柠檬香桃木 (90-98%)，Listsea citrata (90%)，山鸡椒 Litsea cubeba (70-85%)，柠檬草 (65-85%)，柠檬茶树精油 (70-80%)，丁香罗勒 Ocimum gratissimum (66.5%)，Lindera citriodora (~65%)，Calypranthes parriculata (~62%)，苦橙叶精油 (36%)，柠檬马鞭草 (30-35%)，史泰格尤加利 (26%)，香蜂花 (11%)，萊姆 (6-9%)，柠檬 (2-5%)。
香水过敏者应避免接触柠檬醛。

## 制取
从柠檬油中分离，也可从香叶醇、橙花醇、芳樟醇用铜催化剂作用下减压气相脱氢氧化制取，或由脱氢芳樟醇在聚钒有机硅氧烷催化剂作用下异构化合成。脱氢芳樟醇可从甲基庚烯酮和乙炔制得。如需制取精品，可用亚硫酸氢钠处理生成结晶性的柠檬醛亚硫酸氢钠加成物，进行纯化后减压蒸馏。

## 应用
主要用于配制柠檬香精和制造柑橘类香料，也用于合成紫罗兰酮（合成维生素A的原料）、柠檬腈、甲基紫罗兰酮、羟基香茅醛、异胡薄荷醇、二氢大马酮等化合物。亦有抗菌和和信息素功能。